# گلیسیرین فنیکه
گلیسیرین فنیکه (به انگلیسی: Glycerin pheniqe) یا فنول گلیسرین (به انگلیسی: Phenol Glycerin)
رده درمانی: عوامل موضعی گوش
اشکال دارویی: قطره

## ترکیب شیمیایی
این محلول محتوی ۶٫۴ درصد فنل در پایه گلیسیرین است. فنل بر روی انواع باکتری‌ها و قارچ‌ها و ویروس‌ها اثر کشنده دارد.

## موارد مصرف
قطره گلیسیرین فنیکه برای نرم کردن واکس گوش (جرم داخل مجرای خارجی گوش) بکار می‌رود تا کار شست و شوی گوش راحت‌تر انجام شود. همچنین از این محلول در درمان کمکی عفونت و تسکین دردهای خفیف گوش میانی و خارجی نیز استفاده می‌شود.

## مقدار مصرف
از آنجایی که هر اندازه جرم گوش نرم‌تر شود شست و شوی آن آسان‌تر و بدون درد است بنابراین حداقل مقدار مصرف این قطره قبل از شست و شوی گوش ۳ بار در روز و هر بار ۳ قطره به مدت ۳ روز یا مطابق تجویز پزشک است.
هرچند روش یاد شده تقریباً توسط تمامی شرکت‌های داروسازی پیشنهاد می‌شود، ولی در برخی افراد روش جایگزین بهتر عمل می‌کند. در این روش همراه با گرفتن لالهٔ گوش و کشیدن آن به سمت بالای سر، قطره را تا جایی چکانده که مجرای گوش کاملاً پر شود (حدود ۲۰–۱۰ قطره) و سپس با تکان دادن بخش‌های مختلف لالهٔ گوش باید سعی شود که هوای درون مجرا تخلیه شده تا محلول به کل تودهٔ جرم برسد. پس از پر شدن مجرای گوش، حدود ۱۰ دقیقه صبر می‌کنیم تا محلول کاملاً به تودهٔ جرم نفوذ کند.

## مکانیسم اثر
واکس یا جرم داخل گوش، قطره روغنی گلیسرین فنیکه را به خود جذب کرده (مثل اسفنجی که آب را جذب می‌کند) و نرمتر می‌شود. فنل یک ضدعفونی‌کننده بسیار قوی است که بر روی انواع باکتری‌های گرم مثبت و گرم منفی و قارچ‌ها و ویروس‌ها اثر کشنده دارد. همچنین موجب شکسته شدن پیوندهای پروتئینی داخل سبوم گوش می‌شود. گلیسیرین در این ترکیب به عنوان حلّال و حامل به کار رفته و باعث نرم شدن جرم داخل مجرای گوش می‌شود.

## عوارض جانبی
حساسیت، آسیب به مجرا یا پرده صماخ (ناشی از تورم جرم گوش)، کاهش شنوایی به‌صورت مقطعی (اگر کاهش شنوایی بیش از حد معمول تقریبا ۳ تا ۴ روز استفاده برطرف نگردید به پزشک مراجعه نمایید). غلظت‌های بالاتر از ۱۰ درصد فنل ممکن است موجب خورندگی و سفید شدن پوست شوند؛ ولی این عارضه با غلظت‌های پایین‌تر معمولاً مشاهده نمی‌شود یا خفیف است. در صورت ایجاد التهاب و قرمزی یا خارش و سوزش توسط محلول، موضع پوستی را با آب و صابون ملایم شست و شو داده شود. بهتر است پس از یک الی ۲ساعت استفاده از این قطره، گوش را با گوش پاک کن به‌طور کامل تمیز کنید و ۳قطره استریل گوش به گوش مد نظر بریزید تا جای هیچ‌گونه نگرانی وجود نداشته باشد.

## هشدار مصرف
از ریختن دارو در چشم جداً خودداری کنید. در صورت ورود دارو به چشم بلافاصله محل را با مقدار زیادی آب بشویید و برای اطمینان از عدم آسیب به سطح قرنیه به پزشک مراجعه نمایید.

## شرایط نگهداری
در جای خشک با دمای بین ۸ تا ۳۰ درجه سانتیگراد. پس از هر بار مصرف درِ بطری را محکم ببندید. پس از باز شدن درِ بطری دارو فقط تا ۲۰ روز شرایط مناسب مصرف دارد، بنابراین پس از ۲۰ روز توصیه می‌شود باقی مانده قطره استفاده نشود.